# Tonhi Terenzi
Tonhi Terenzi (* 16. März 1969 in Genua) ist ein ehemaliger italienischer Säbelfechter.

## Erfolge
Tonhi Terenzi gewann bei Weltmeisterschaften jeweils 1990 in Lyon, 1993 in Essen und 1995 in Den Haag im Einzel die Bronzemedaille. Mit der Mannschaft sicherte er sich zunächst 1993 Silber, ehe er mit ihr 1995 Weltmeister wurde. 1998 wurde er mit ihr zudem in Plowdiw Vizeeuropameister, im Jahr darauf folgte der Gewinn von Mannschaftsbronze. Dreimal nahm er an Olympischen Spielen teil: 1992 belegte er in Barcelona im Mannschaftswettbewerb den achten Rang. Vier Jahre darauf zog er in Atlanta mit der Mannschaft nach einem Sieg gegen Deutschland ins Halbfinale ein, in dem die italienische Equipe Russland unterlag. Im Gefecht um Rang drei setzte sich Terenzi gemeinsam mit Raffaello Caserta und Luigi Tarantino gegen Polen mit 45:37 durch und gewann somit die Bronzemedaille. Im Einzel erreichte er den 10. Rang. Bei den Olympischen Spielen 2000 in Sydney schloss er die Einzelkonkurrenz auf dem siebten Rang ab, während er mit der Mannschaft erneut den achten Platz belegte.